# George Loane Tucker
George Loane Tucker (12 de junio de 1872-20 de junio de 1921) fue un director, actor y guionista cinematográfico estadounidense, activo en la época del cine mudo.

## Carrera
Su verdadero nombre era George S. Loane, y nació en Chicago, Illinois, siendo sus padres George Loane y la actriz teatral Ethel Tucker. Una vez graduado en la Universidad de Chicago, consiguió un trabajo como empleado de ferrocarril, y a los 21 años era jefe de mantenimiento de vía. Después, Tucker fue el más joven empleado en ascender a agente contratante de carga. Sin embargo, y tras morir su primera mujer durante el parto de su hijo, Tucker dejó el trabajo. A partir de entonces, y siguiendo el consejo de sus amistades, empezó a actuar en producciones teatrales.
A mediados de los años 1910, el cine estaba aumentando su popularidad, lo cual convenció a Tucker para actuar y escribir guiones. Así, en 1911 escribió el guion de un corto, Their First Misunderstanding. El film, protagonizado por Mary Pickford, fue un sorprendente éxito. A lo largo de su carrera, Tucker dirigiría 69 cintas, 19 de las cuales también escribiría. En 1913 dirigió Traffic in Souls, cuyo tema era la esclavitud sexual. El filme fue un enorme éxito (tuvo unos beneficios superiores al millón de dólares) y continúa siendo un ejemplo del realismo en el cine de aquella época. Traffic in Souls sirvió para consolidar a Tucker como un respetado director y guionista. Poco después de su estreno, él se trasladó a Inglaterra, donde fue contratado como director general de la London Film Company. Estando allí conoció y se casó con su segunda esposa, la actriz británica Elisabeth Risdon. Viviendo en el Reino Unido, Tucker dirigió y produjo varias cintas para London Film, entre ellas The Manxman (1917). Adaptación de la novela del mismo nombre de 1894, fue uno de los pocos filmes británicos distribuidos en los Estados Unidos, llegando a ser un logro financiero y de crítica.
A finales de 1916 Tucker volvió a Estados Unidos, donde fue contratado como director general de Goldwyn Pictures. Ese año escribió y dirigió The Cinderella Man, la producción más rentable de ese curso. En 1917 escribió y dirigió otro éxito, Virtuous Wives, film protagonizado por Anita Stewart. En 1919 escribió, produjo y dirigió el que fue su film más conocido y más rentable, The Miracle Man. Protagonizado por Lon Chaney, The Miracle Man consiguió la total aprobación de la crítica, y convirtió a los actores Chaney y Thomas Meighan en estrellas. Poco antes de morir, Tucker completó la dirección del drama Ladies Must Live. El film se estrenó en octubre de 1921, aproximadamente cuatro meses después de su muerte.

## Muerte
George Loane Tucker falleció el 20 de junio de 1921, tras pasar un año enfermo, en su casa en Los Ángeles, California, a los 49 años de edad. Le sobrevivió su esposa, la actriz Elisabeth Risdon. Tucker fue enterrado en el Cementerio Hollywood Forever.

## Filmografía completa

### Director
- Their First Misunderstanding, codirigida con Thomas H. Ince (1911)
- The Dream, codirigida con Thomas H. Ince (1911)
- The Scarlet Letter, codirigida con Joseph W. Smiley (1911)
- Behind the Stockade, codirigida con Thomas H. Ince (1911)
- The Rose's Story, codirigida con Joseph W. Smiley (1911)
- Dangerous Lines  (1911)
- The Aggressor, codirigida con Thomas H. Ince (1911)
- The Courting of Mary
- Over the Hills, codirigida con Joseph W. Smiley (1911)
- Little Red Riding Hood, codirigida con James Kirkwood (1911)
- The Portrait
- Next
- Prince Charming
- Officer One Seven Four
- The Old Folks' Christmas
- The Bearer of Burdens (1913)
- The Whole Truth (1913)
- Just a Fire Fighter
- The Count Retires
- The Jealousy of Jane
- A Possibility
- The Yogi
- The Christian (1913)
- In Peril of the Sea
- Their Parents
- Hidden Fires
- Big Sister (1913)
- Jane of Moth-Eaten Farm
- His Hour of Triumph
- The Temptation of Jane
- Traffic in Souls (1913)
- Jane's Brother, the Paranoiac
- The Third String
- She Stoops to Conquer (1914)
- The Black Spot
- The Cage
- The Dawn of Romance
- A Bachelor's Love Story (1914)
- The Difficult Way
- England Expects
- On His Majesty's Service
- Called Back
- The Fringe of War
- The Revenge of Mr. Thomas Atkins
- 1914
- The Middleman
- The Prisoner of Zenda
- Rupert of Hentzau
- The Sons of Satan (1915)
- The Shulamite
- A Man of His Word
- The Christian (1915)
- His Lordship (1915)
- Her Uncle
- The Game of Liberty
- Mixed Relations
- An Odd Freak
- The Hypocrites (1916)
- Arsene Lupin
- The Man Without a Soul
- A Mother's Influence
- Homeless
- The Cinderella Man (1917)
- The Manxman (1917)
- The Mother of Dartmoor
- Dodging a Million
- Joan of Plattsburg
- Virtuous Wives
- The Miracle Man (1919)
- Ladies Must Live (1921)

### Actor
- The Awakening of Bess, de Harry Solter (1909)
- Second Sight, de Thomas H. Ince, Joseph W. Smiley (1911)
- The Fair Dentist, de Thomas H. Ince (1911)
- The Piece of String, de Joseph W. Smiley (1911)
- In the Sultan's Garden, de Thomas H. Ince y William H. Clifford (1911)
- For the Queen's Honor, de Thomas H. Ince (1911)
- A Gasoline Engagement, de Thomas H. Ince (1911)
- Dorothy's Family (1911)
- Uncle's Visit
- Next
- An Old Lady of Twenty
- Does Your Wife Love You?
- The Closed Bible, de David Miles (1912)
- The Chance Shot
- The Winning Punch, de Harry Solter (1912)
- The Whole Truth, de George Loane Tucker (1913)
- The Count Retires
- The Temptation of Jane
- Traffic in Souls, de George Loane Tucker (1913)

### Guionista
- Their First Misunderstanding, de Thomas H. Ince y George Loane Tucker (1911)
- Behind the Stockade, de Thomas H. Ince y George Loane Tucker (1911)
- The Portrait
- Prince Charming
- The Old Folks' Christmas
- Traffic in Souls, de George Loane Tucker (1913)
- England Expects
- A Man of His Word
- Mixed Relations
- An Odd Freak
- The Man Without a Soul
- The Cinderella Man, de George Loane Tucker (1917)
- Dodging a Million
- The Beloved Traitor, de William Worthington (1918)
- Joan of Plattsburg
- Virtuous Wives
- The Miracle Man, de George Loane Tucker (1919)
- Ladies Must Live, de George Loane Tucker (1921)

### Montador
- The Beloved Traitor, de William Worthington (1918)

### Productor
- The Miracle Man, de George Loane Tucker (1919)